# Eulophia latilabris
Eulophia latilabris är en orkidéart som beskrevs av Victor Samuel Summerhayes. Eulophia latilabris ingår i släktet Eulophia och familjen orkidéer. Inga underarter finns listade i Catalogue of Life.